# Polyaster boronioides
Polyaster boronioides är en vinruteväxtart som beskrevs av Joseph Dalton Hooker. Polyaster boronioides ingår i släktet Polyaster och familjen vinruteväxter. Inga underarter finns listade i Catalogue of Life.